# Jjigae
Jjigae (찌개) kallas koreanska grytor. De är mindre vattniga än Guk, som är koreanska soppor.
- Doenjang jjigae är den vanligaste rätten i sydkoreanska hem och tillverkas med doenjang som är en koreansk jäst bönpasta.
- Cheonggukjang jjigae tillagas med jäst doenjang.
- Kimchi jjigae görs på kimchi som är den mest populära sidorätten i Korea och består av jästa grönsaker såsom salladskål, gurka och salladslök.
- Dubu jjigae innehåller tofu.
- Sundubu jjigae som innehåller silken tofu.
- Dongtae jjigae är en kryddstark gryta som innehåller fisk (en sorts fisk i släktet Pollachius).[1]

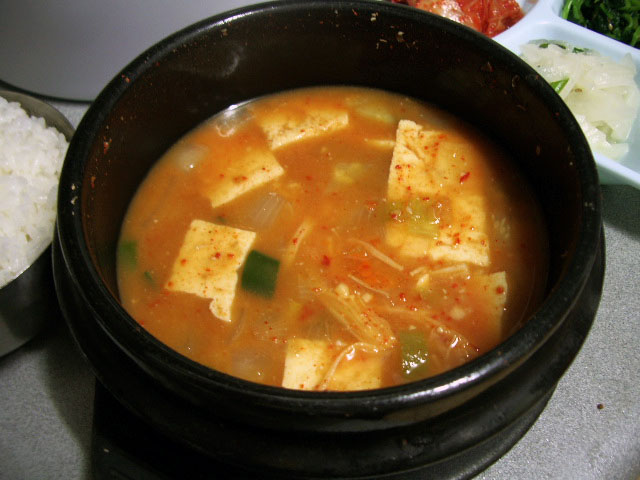
Doenjang jjigae (koreanska: 된장찌개)
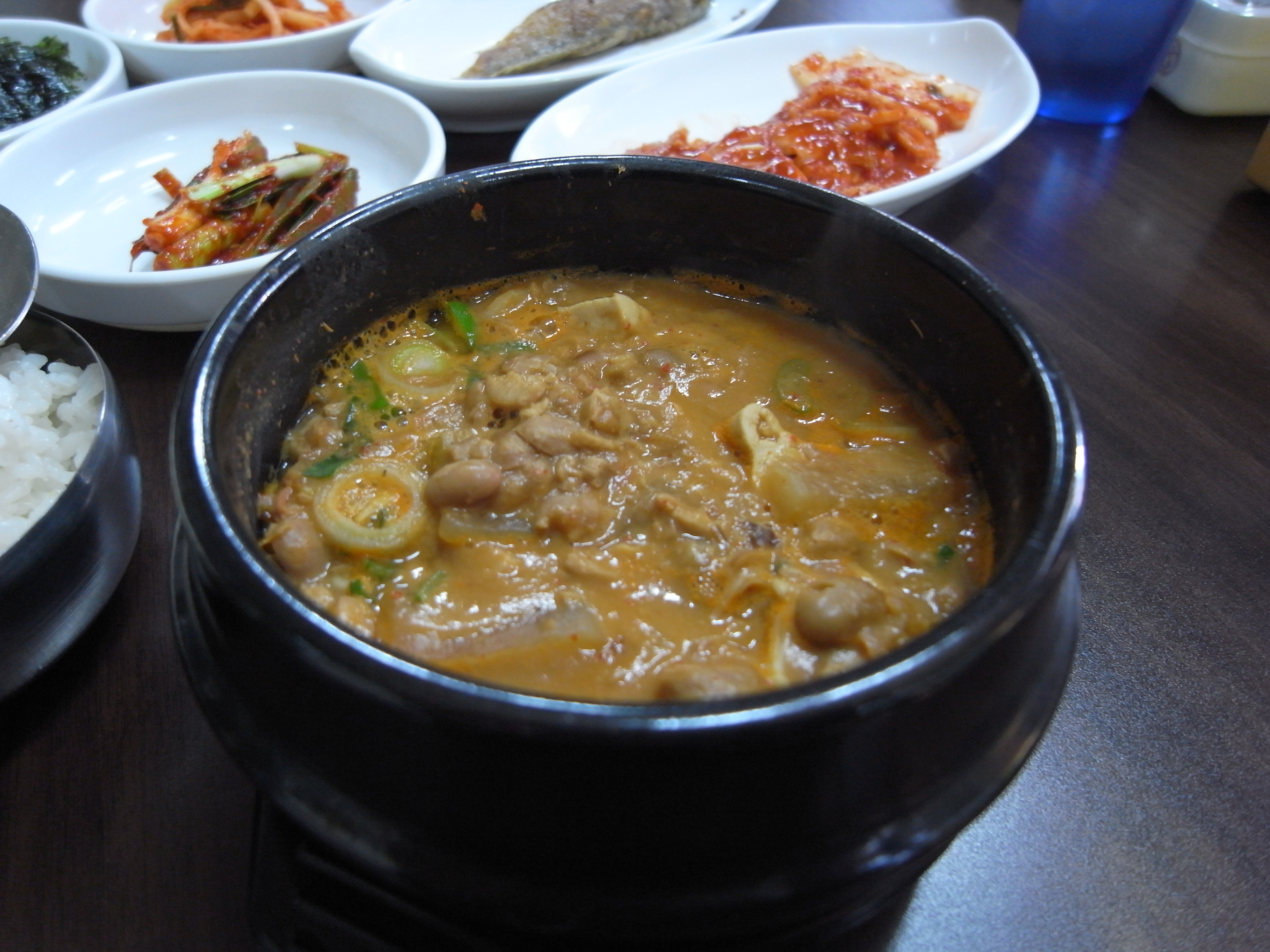
Cheonggukjang Jjigae (koreanska: 청국장찌개)
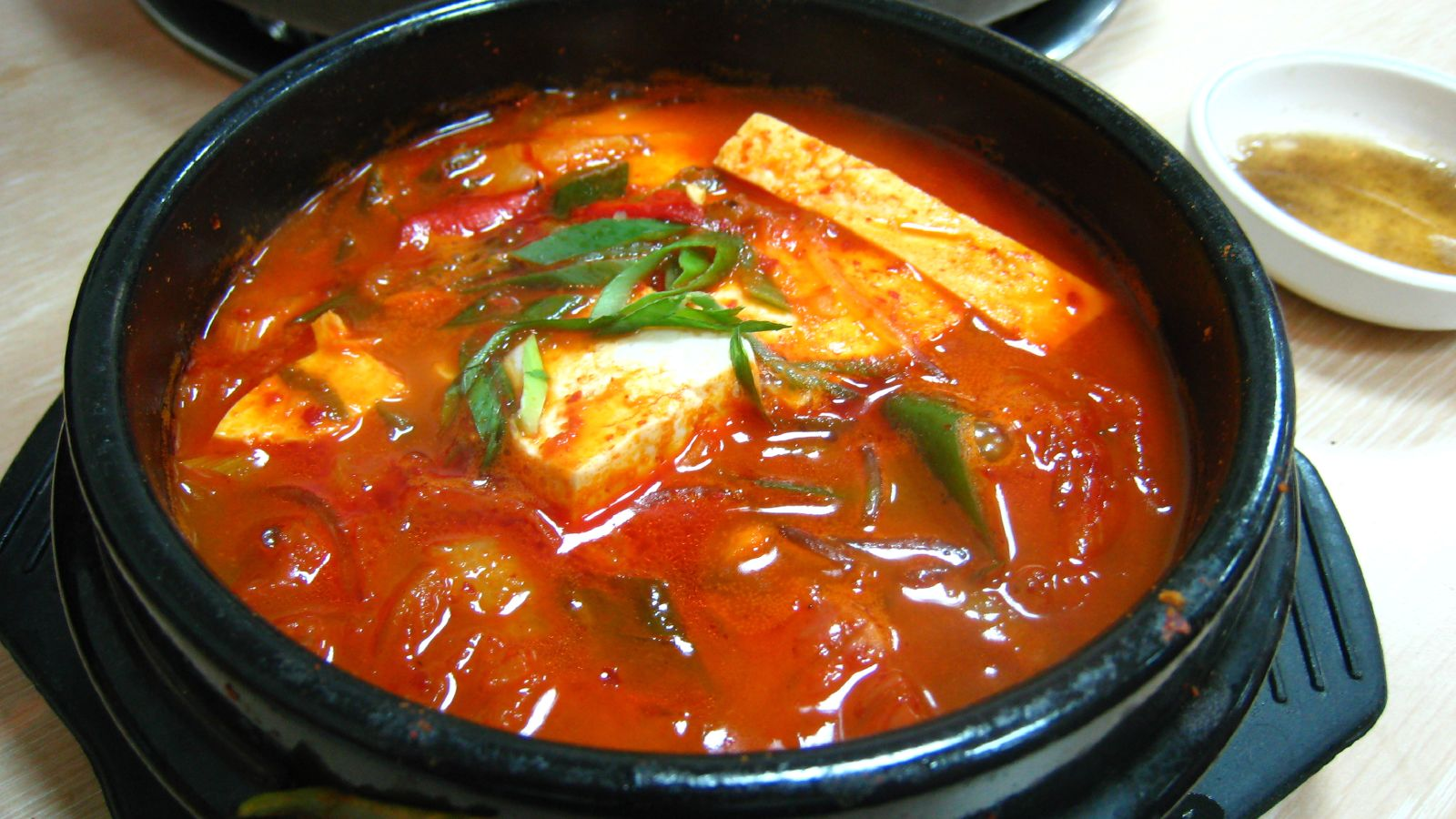
Kimchi jjigae (koreanska: 김치찌개)
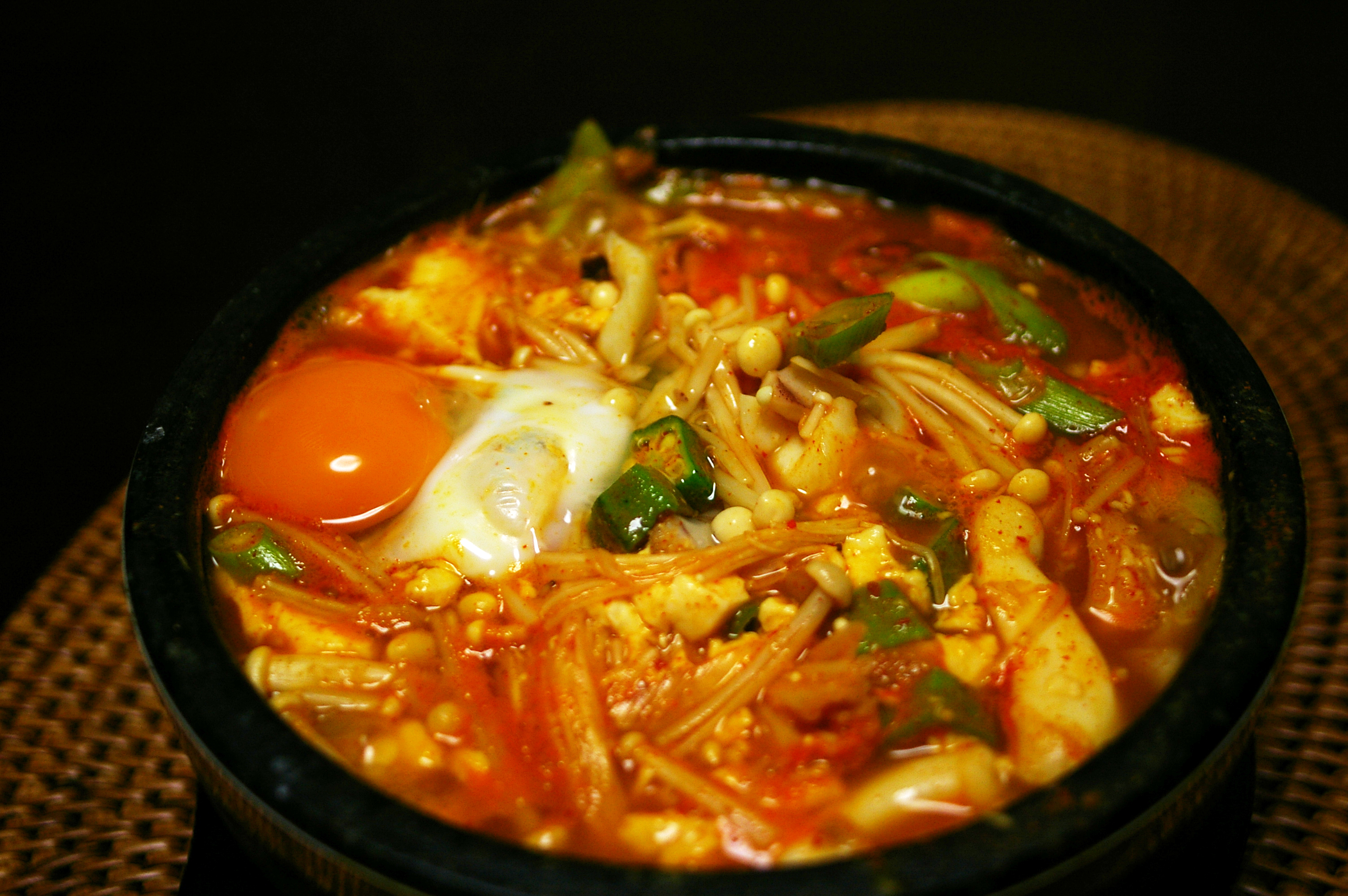
Sundubu jjigae (koreanska: 순두부찌개)
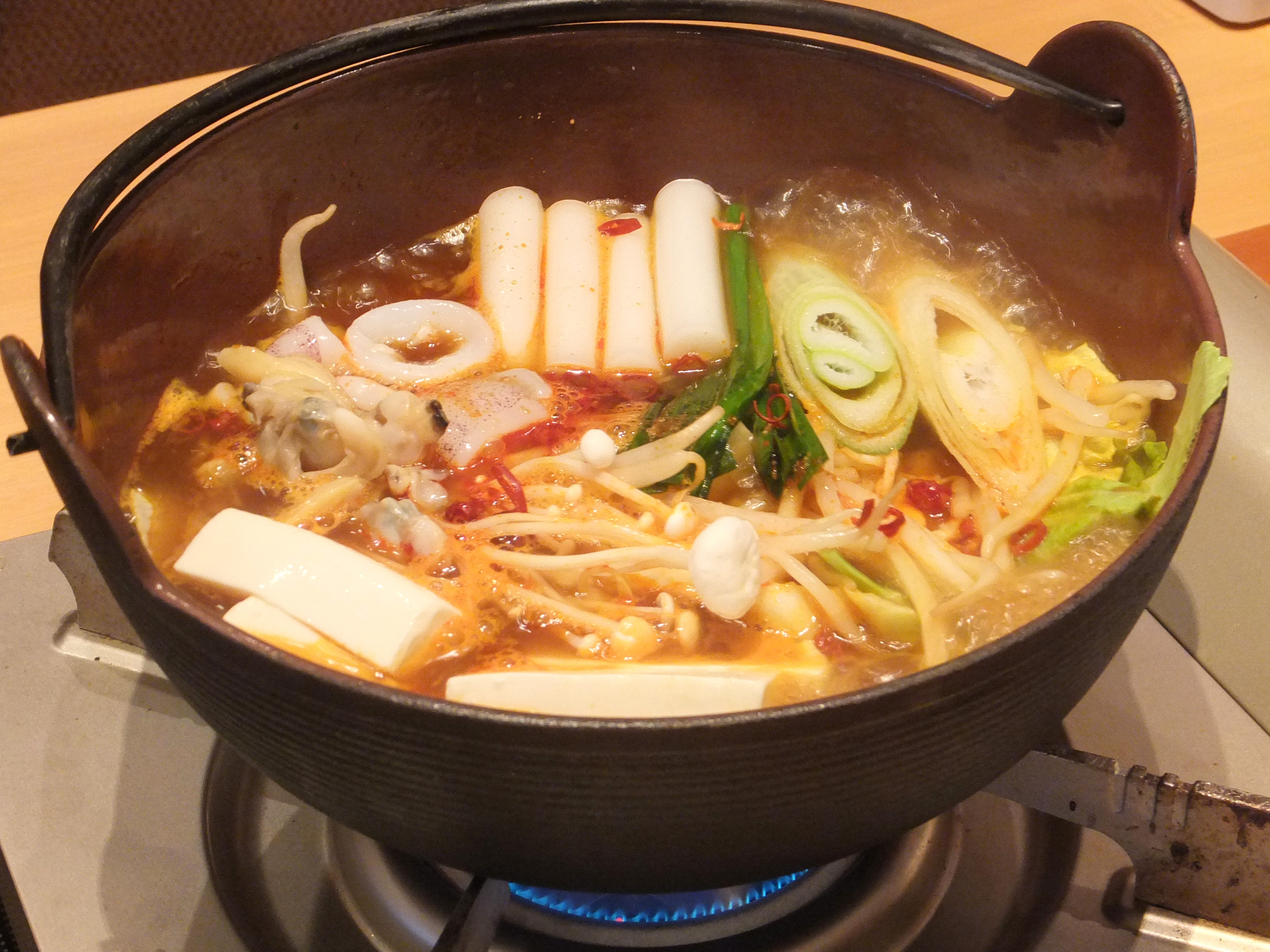